# Asparoechovo (Varna)
Asparoechovo (Bulgaars: Аспарухово) is een dorp in de Bulgaarse oblast Varna. Het is gelegen in de gemeente Dalgopol en telde op 31 december 2019 500 inwoners.

## Bevolking
Op 31 december 2019 telde het dorp 512 inwoners, een daling vergeleken met het maximum 2.347 personen in 1946.
| Bevolkingsontwikkeling tussen 1934 en 2019          |
| --------------------------------------------------- |
|                                                     |
| Bron: Nationaal Statistisch Instituut van Bulgarije |

In het dorpen wonen vooral etnische Bulgaren, gevolgd door een kleine minderheid van Turken. 
| Etnische samenstelling van de respondenten (2011) | Etnische samenstelling van de respondenten (2011) | Etnische samenstelling van de respondenten (2011) | Etnische samenstelling van de respondenten (2011) | Etnische samenstelling van de respondenten (2011) |
| ------------------------------------------------- | ------------------------------------------------- | ------------------------------------------------- | ------------------------------------------------- | ------------------------------------------------- |
|                                                   |                                                   |                                                   |                                                   |                                                   |
| Bulgaren                                          | Bulgaren                                          |                                                   | 96,3%                                             | 96,3%                                             |
| Turken                                            | Turken                                            |                                                   | 3,7%                                              | 3,7%                                              |
| Roma                                              | Roma                                              |                                                   | 0,0%                                              | 0,0%                                              |
| Anders/Onbekend                                   | Anders/Onbekend                                   |                                                   | 0,0%                                              | 0,0%                                              |